# François-Germain Aliamet
François-Germain Aliamet (1733-1790) est un graveur français, demi-frère cadet de Jacques Aliamet, également graveur.

## Biographie

### Vie civile
François-Germain Aliamet est né le 5 mai 1733 à Abbeville, paroisse Ste-Catherine.  Il est l'enfant du second mariage de H.-Antoine Aliamet, marchand à Abbeville avec Marie-Anne Dumont épousée par contrat du 30 janvier 1732 devant des Roberts notaire à Abbeville . Antoine Aliamet sera élu 2e juge conseil à Abbeville en 1735 et meurt en 1747. La famille est membre de la haute bourgeoisie.
Il se marie en Angleterre.
Il meurt à Londres le 5 février 1790 (et non en 1788) d'un accident, à l'âge de 56 ans.

### Carrière artistique

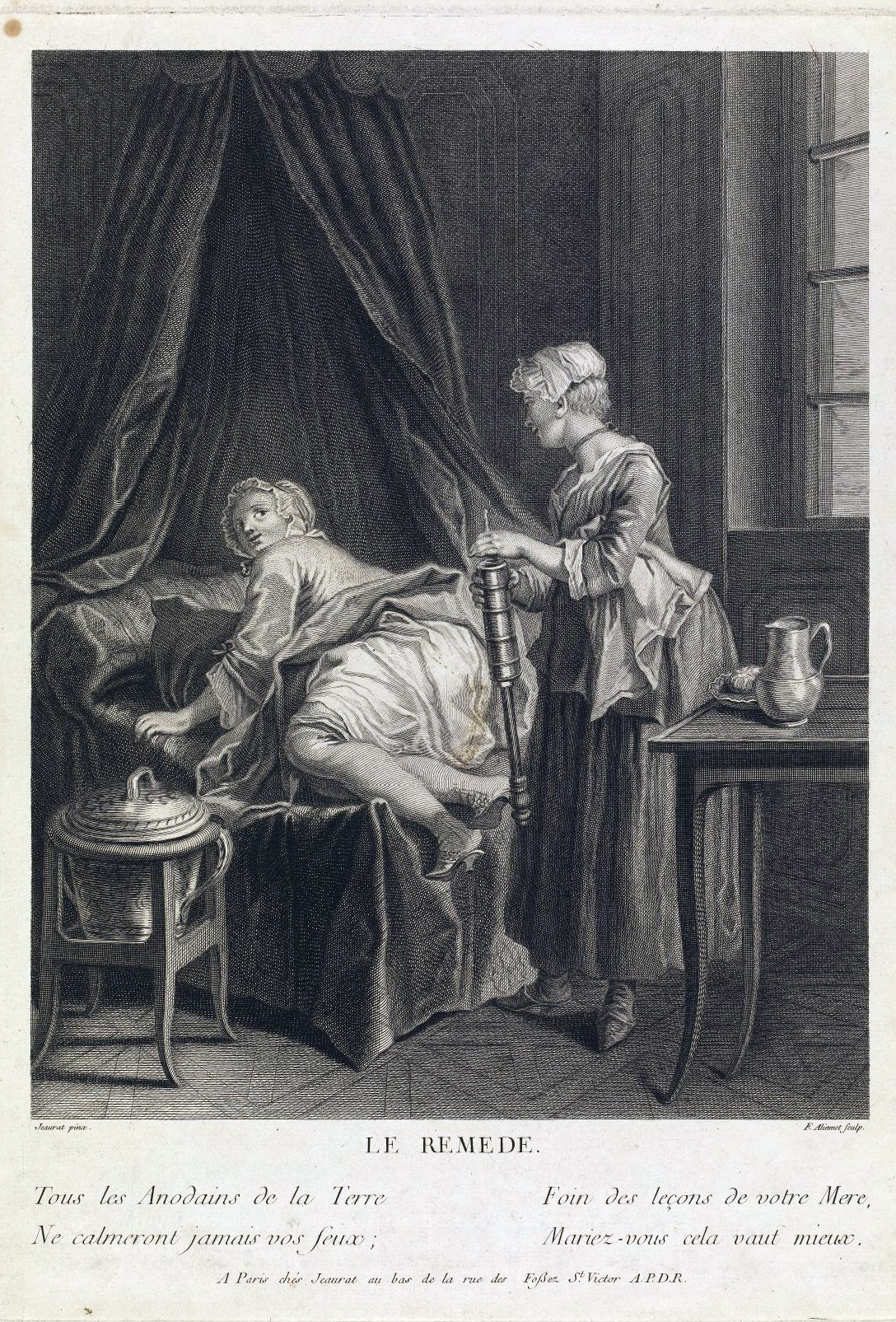
Le Remède (1754) d'après Étienne Jeaurat, estampe avec proverbe, éditée à Paris chez ce dernier, rue des Fossés-Saint-Victor.

Le choix de la carrière artistique a pu lui être inspiré par le succès de son frère Jacques, son aîné de 8 ans.
Il est formé au dessin et à la gravure dans l'atelier d'un certain Garet à Lille puis rejoint l'atelier de son frère aîné à Paris.
En 1756, à 22 ans, il décide de partir faire carrière à Londres, où il peut retrouver plusieurs compatriotes graveurs, travaillant aux côtés de Robert Strange, qui avait été formé par Jacques-Philippe Le Bas. Il y ouvre une école de dessin. Selon le Bénézit, ce départ put être motivé par la conscience que le talent de son frère pourrait lui porter ombrage en France ou l'empêcher de se faire un nom.
Là, il est réputé pour son art du burin. Il exécute des portraits d'aristocrates, de comédiens et de notables anglais, contrairement à son frère qui n'en fit pas, ainsi que des commandes de reproductions de tableaux, entre autres, d'Annibale Carracci et Charles Le Brun, toiles provenant de collections privées. Ses imprimeurs londoniens sont surtout John Boydell et Thomas Major.
Il reçut en 1764 la prime de la Society of arts. Il n'avait pas le talent de son frère mais travaillait avec conscience.

## Œuvres
Une vingtaine de pièces sont connues comme étant de François-Germain Aliamet.
Sont considérées comme ses meilleures gravures :
- La lapidation de saint Étienne, d'après Eustache Le Sueur.
- La Vénus endormie, d'après François Lemoyne.
- L'adoration des bergers, d'après Annibal Carracci (en français Annibal Carrache).
- La circoncision, d'après Guido Reni, surnommé Le Guide[5].
- La reddition de Calais, d'après Robert Edge Pine.
- Baigneuses, d'après Antoine Watteau.
- Six planches de Figures chinoises, d'après Jean Pillement.
- Paysage avec un port, d'après François Boucher.

Sont encore citées, à côté de ses portraits de personnages anglais :
- Le sacrifice à Pan, d'après Andrea Sacchi.
- Flatterie des courtisans de Canut le Grand, d'après Pine.